# Betty Grace
D. Betty Grace (* um 1925; † 1992) war eine englische Badmintonspielerin. 

## Karriere
Betty Grace war 1951 bei den French Open im Dameneinzel erfolgreich. 1953, 1956 und 1957 wurde sie bei den French Open Zweite. In England siegte sie unter anderem bei den Surrey Championships, den Hampshire Championships, den Berkshire Championships, den Sussex Championships, den West Sussex Championships, den Jersey Open und den Isle of Wight Championships.